# Cuber
Cuber je naselje v Občini Ljutomer.